# スーパーヒーロー映画
スーパーヒーロー映画（スーパーヒーローえいが、Superhero film/Superhero movie/Superhero motion picture）は、映画のジャンルの一つで、1人または複数のスーパーヒーローの活躍に焦点を当てた映画を指す。これらの映画の第1作は、主人公の能力の覚醒と主要なスーパーヴィランとの対決を描いている作品が多い。大抵のスーパーヒーロー映画はスーパーヒーロー漫画を原作としているが、『ロボコップシリーズ』『Mr.インクレディブルシリーズ』『ハンコック』など映画オリジナルの作品も存在する。
ジャンルは長い間不振が続いていたが、2000年代に入ると『X-MENシリーズ』『スパイダーマンシリーズ』『ダークナイト トリロジー』『マーベル・シネマティック・ユニバース』などの登場により世界的な人気ジャンルの地位を確立した。これらの作品はアカデミー賞などの映画賞を受賞し、観客からの高い支持を集めている。

## 歴史

### 1930年代 - 1960年代

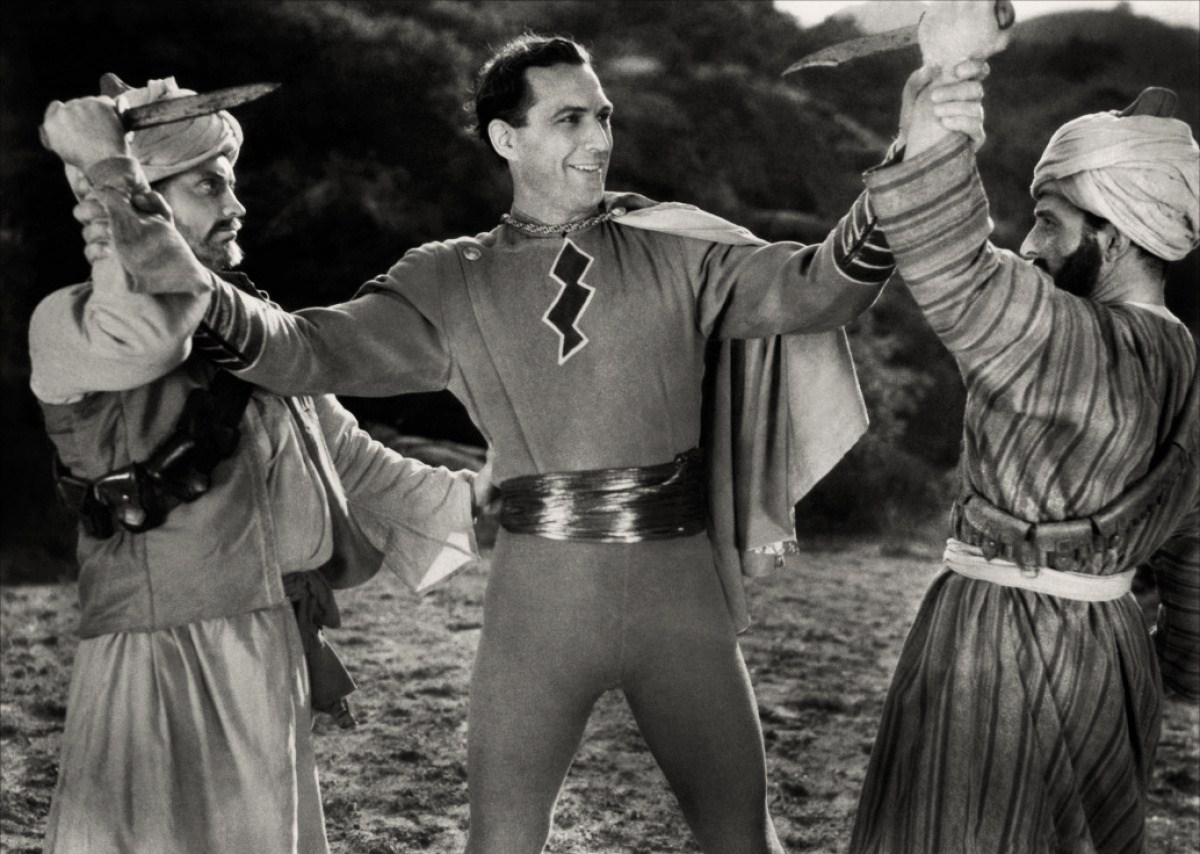
『キャプテン・マーベルの冒険』

スーパーヒーローが漫画に登場して知名度が上がると、1939年にスーパーヒーローを題材にした連続活劇『Mandrake the Magician』が公開され、『キャプテン・マーベルの冒険』『バットマン』『The Phantom』『キャプテン・アメリカ』『スーパーマン』が後に続いた。しかし、その後に起きた漫画業界の混乱の影響を受け、スーパーヒーロー映画は『Superman and the Mole Men』『バットマン』の例外を除き上映されなくなった。
初期のスーパーヒーロー映画としては、日本の紙芝居から生まれた『黄金バット』も挙げられる。この他にフランスの『Mr. Freedom』やアメリカのB級映画『Rat Pfink a Boo Boo』『The Wild World of Batwoman』のようなコメディ色の強い作品も登場した。

### 1970年代 - 1980年代

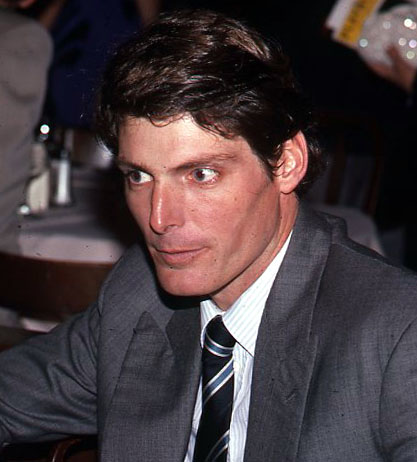
スーパーマン役を演じ、1970-1980年代のスーパーヒーロー映画で活躍したクリストファー・リーヴ

『スター・ウォーズシリーズ』の成功により映画業界ではファンタジーとSFが関心を集め、その中で1978年に公開された『スーパーマン』は、スーパーヒーロー映画としては初めての大予算映画で、興行的な成功を収めた。
1980年代に入ると同作の続編として『スーパーマンII 冒険篇』が公開され、また『ロボコップ』や『バットマン』など興行的な成功を収めるスーパーヒーロー映画が登場した。
この時期の代表的なスーパーヒーロー映画として『フラッシュ・ゴードン』『怪人スワンプ・シング 影のヒーロー』『コナン・ザ・グレート』『スーパーマンIII』『スーパーガール』『キング・オブ・デストロイヤー/コナンPART2』『悪魔の毒々モンスター』『スーパーマンIV』『Mr. India』『The Punisher』が挙げられている。

### 1990年代
1994年に公開された『クロウ/飛翔伝説』は、フランチャイズ化された最初のスーパーヒーロー映画の地位を確立した。同作はそれまでの若い観客向けのスーパーヒーロー映画に欠けていた暴力描写を開拓し、現代的なアクション映画との橋渡し役を果たした。同作の成功は『スポーン』製作のきっかけとなり、「よりダークな」漫画キャラクター映画の成功はコミックブック・ムービーの方向性を転換させた。
マーベル・コミックはすぐに『メン・イン・ブラック』『ブレイド』を製作し、フランチャイズ化した。マーベルは『メン・イン・ブラック』の権利を所有していたマリブ・コミックを買収した後、コロンビア ピクチャーズと共に同作の映画を公開し、コミックを発売した。同作は2002年に『スパイダーマン』が公開されるまでの間、最高額の興行収入記録を持つマーベルの最初の財産となった。
『ブレイド』は主人公が超能力を持つ一方で大量の武器を使用するなど、伝統的なアクション映画とダーク・スーパーヒーロー映画を掛け合わせたものになった。同作の成功は、マーベル映画の成功とさらなるコミック・ムービーの活躍の場を整える契機となった。
『キャプテン・アメリカ 卍帝国の野望』は劇場公開ではなくビデオ販売され、『ザ・ファンタスティック・フォー』は途中で製作が中止された。
この時期の代表的なスーパーヒーロー映画として、『Teenage Mutant Ninja Turtles』『Sgt. Kabukiman N.Y.P.D.』『ロケッティア』『バットマン リターンズ』『バットマン/マスク・オブ・ファンタズム』『シャドー』『バットマン フォーエヴァー』『タンク・ガール』『パワーレンジャー・映画版』『The Phantom』『Steel』『ミステリー・メン』が挙げられている。

### 2000年代
1990年代はコミックブック・ブームとスーパーヒーロー映画を含むコミック・ムービーの成功を収めた。21世紀に入るとより収益性の高いスーパーヒーロー映画に関心が集まり、その多くがマーベルエンタープライズ作品だった。テレビシリーズ『X-Menシリーズ』の成功を受け、20世紀フォックスは1994年に同作の映画化の権利を取得した。また、コロンビア映画は『メン・イン・ブラック』の成功後、1999年に『スパイダーマン』の映画化の権利を取得した。2000年に公開された『X-メン』は興行的な成功を収めてフランチャイズ化され、同年公開の『アンブレイカブル』も成功を収め、ジャンルに現実主義的な要素を加えることになった。その後、2002年に『スパイダーマン』が公開され、最大規模のヒット作となった。同作はチケットやDVDの売り上げが良かったため、2000年代には『デアデビル』『リーグ・オブ・レジェンド/時空を超えた戦い』『ハルク』『キャットウーマン』『ヘルボーイ』『The Punisher』『スカイキャプテン ワールド・オブ・トゥモロー』『バットマン ビギンズ』『巨大怪物 マンシング』『ファンタスティック・フォー ［超能力ユニット］』『ゴーストライダー』『アイアンマン』『インクレディブル・ハルク』『ウォッチメン』など毎年複数のスーパーヒーロー映画が公開された。
複数のメディア評論家は、アメリカ同時多発テロ事件以降の西洋社会の政治的・社会的風土が新世紀におけるスーパーヒーロー映画フランチャイズの人気が高まった原因と見ており、また特殊効果技術の進歩が重要な役割を果たしたという意見も見られる。別の意見として、原作漫画のジャンルの柔軟性を活かした様々なストーリーを観客に提示していることが挙げられている。共通の要素としては全てのヒーローが特殊な能力を持ち独特なコスチュームを着ていることを特徴としており、ホラー（『ブレイドシリーズ』）、スリラー（『アンブレイカブル』）、時代劇（『キャプテン・アメリカ/ザ・ファースト・アベンジャー』）、スペースオペラ（『ガーディアンズ・オブ・ギャラクシー』）、ファミリー・コメディ（『Mr.インクレディブル』）、ティーンエイジ・コメディ（『スパイダーマン:ホームカミング』）、強盗映画（『アントマン』）、政治ドラマ（『キャプテン・アメリカ/ウィンター・ソルジャー』）、西部劇（『LOGAN/ローガン』）など様々なジャンルが用いられている。
この期間には『ブレイド2』『X-MEN2』『スパイダーマン2』『ブレイド3』『エレクトラ』『X-MEN:ファイナル ディシジョン』『TMNT』『スパイダーマン3』『ファンタスティック・フォー:銀河の危機』『ヘルボーイ/ゴールデン・アーミー』『ダークナイト』『ウルヴァリン:X-MEN ZERO』などのシリーズ続編やスピンオフ作品が製作された。続編やスピンオフ作品の製作が終わると、それまでの設定をリセットして新しく作り直すリブート作品が製作され、『バットマン ビギンズ』『インクレディブル・ハルク』『パニッシャー: ウォー・ゾーン』が公開された。2006年公開の『スーパーマン リターンズ』は第2作『スーパーマンII/冒険篇』の続編として製作され、第3作以降の設定は踏襲されていない。
ハリウッド以外で製作されたスーパーヒーロー映画としては『Faust: Love of the Damned』『ULTRAMAN』『CASSHERN』『ガッチャマン』『Cicak Man』『クリッシュ 仮面のヒーロー』『Drona』『ラ・ワン』『クリッシュ』『マーキュリーマン』などがある。

### 2010年代
2010年代に入っても、スーパーヒーロー映画の興行収入は過去10年間と同じ高水準を維持した。2010年に『キック・アス』『アイアンマン2』、2011年には『グリーン・ホーネット』『グリーン・ランタン』『X-MEN:ファースト・ジェネレーション』『マイティ・ソー』『キャプテン・アメリカ/ザ・ファースト・アベンジャー』が公開された。2012年に『ゴーストライダー2』が公開されたが反応は芳しくなかったものの、スーパーヒーロー映画は夏の映画市場の興行収入で首位を占め、『アベンジャーズ』を含む3作品が興行収入ランキングを独占した。また、『アベンジャーズ』はそれまでのスーパーヒーロー映画の興行収入記録を更新した。
2012年のサンディエゴ・コミコンでは『アントマン』『ガーディアンズ・オブ・ザ・ギャラクシー』の映画化を企画していることを発表した。2013年には『アイアンマン3』『マイティ・ソー/ダーク・ワールド』『ウルヴァリン:SAMURAI』が公開され、2014年に『キャプテン・アメリカ/ウィンター・ソルジャー』が公開された。同年に公開された『アメイジング・スパイダーマン2』はシリーズの中で最低の興行収入と評価を受け、一方『X-MEN:フューチャー&パスト』は興行的な成功を収めた。2015年には『アベンジャーズ/エイジ・オブ・ウルトロン』が公開された。『マーベル・シネマティック・ユニバース』の成功に続き、DCコミックスも『DCエクステンデッド・ユニバース』を製作し、20世紀フォックスは『ファンタスティック・フォーシリーズ』のリブートを行い『ファンタスティック・フォー』を製作した。また、ヴァリアント・コミックスは中国のDMGエンターテインメントと共同で独自の世界観を構築して新たなスーパーヒーロー映画を製作する方針を発表した。
2016年に『X-MENシリーズ』の『デッドプール』『X-MEN:アポカリプス』が公開され、ワーナー・ブラザースはバットマンとスーパーマンを描いた『バットマン vs スーパーマン ジャスティスの誕生』、スーパーヴィランを主人公にした『スーサイド・スクワッド』を製作した。一方、マーベル・スタジオは『シビル・ウォー/キャプテン・アメリカ』『ドクター・ストレンジ』を製作し、同年10月には『マックス・スティール』が公開された。
2017年にライオンズゲートはフランチャイズ化を視野に入れて『パワーレンジャー』を製作したが、興行的に失敗した。対照的に『X-MENシリーズ』の『LOGAN/ローガン』は興行的な成功を収め、批評家からも高い評価を得た。同年夏には『ガーディアンズ・オブ・ギャラクシー:リミックス』『ワンダーウーマン』『スパイダーマン:ホームカミング』が興行収入ランキングを独占した。2018年にはアフリカ系アメリカ人のスタッフ・キャストが製作した『ブラックパンサー』が公開され、高い評価を得た。『アベンジャーズ/インフィニティ・ウォー』は興行収入が20億ドルを超え世界的な成功を収め、20世紀フォックス製作の『デッドプール2』も興行的な成功を収めた。

## アニメ
アニメ化されたスーパーヒーロー作品はビデオスルー（マーベルアニメーションやDCユニバース・アニメイテッド・オリジナル・ムービーズ）が多いが、1993年に劇場公開された『バットマン/マスク・オブ・ファンタズム』は成功を収めている。1968年にはイタリアでスーパーマンのパロディ作品『VIP my Brother Superman』が公開され高い評価を得た。2004年にピクサー・アニメーション・スタジオはスーパーヒーロー一家を描いた『Mr.インクレディブル』を製作し、アカデミー長編アニメ映画賞を受賞した。2010年にドリームワークス・アニメーションは『メガマインド』、2014年にウォルト・ディズニー・アニメーション・スタジオは『ベイマックス』を製作した。同年、ワーナー・ブラザースは『LEGO ムービー』を製作して興行的な成功を収め、続けて『レゴバットマン ザ・ムービー』を製作した。